# Harcourt (Newfoundland en Labrador)
Harcourt is een plaats in de Canadese provincie Newfoundland en Labrador. De plaats bevindt zich aan de oostkust van het eiland Newfoundland en maakt deel uit van het local service district Smith Sound.

## Geografie
Harcourt ligt aan de noordelijke oever van Smith Sound, een lange zeearm die Newfoundland scheidt van Random Island. Het kleine dorp ligt aan provinciale route 232 en bevindt zich 2,5 km ten zuidoosten van Barton en 2,5 km ten westen van Gin Cove.

## Geschiedenis
In 1986 kregen de inwoners van Harcourt voor het eerst beperkt lokaal bestuur doordat de plaats een local service district (LSD) werd. Later datzelfde jaar ging de plaats tezamen met enkele buurdorpen reeds deel uitmaken van het nieuw opgerichte LSD Harcourt-Monroe-Waterville. Door een fusieoperatie maakt Harcourt vanaf 2013 deel uit van het grotere LSD Smith Sound.

## Demografie
Tussen 1991 en 1996 daalde de bevolkingsomvang van Harcourt van 263 naar 249. Vanaf de volkstelling van 2001 worden er niet langer aparte censusdata voor Harcourt bijgehouden. Sindsdien kende het gebied, net zoals de meeste afgelegen plaatsen op Newfoundland, een aanzienlijke bevolkingsdaling.